# 면역결핍질환
면역결핍질환(免疫缺乏疾患, 영어: immunodeficiency diseases)은 한 개 또는 여러 개의 구성 세포 또는 화학 물질의 결핍으로 인한 면역계의 장애이다. 이 상황에서는 면역계가 건강 유지를 위한 보호 역할을 할 수 없다. 이러한 병을 가진 사람들은 감염과 암에 더 민감하다.

## 면역결핍질환의 예[1]
중증복합면역결핍병(SCID) 또는 boy-in-the-bubble병 등의 유전적 장애를 가지고 태어난 사람은 T세포 형성에 결정적인 아데노신 탈아민효소(adenosine deaminase :ADA)를 합성하는 능력이 모자라다.
후천적 면역결핍질환(AIDS)도 면역결핍 질환이지만 유전적 질환은 아니다. 에이즈는 인간면역결핍바이러스에 의한 감염 결과이다. HIV는 T 세포와 B 세포를 감염시키고 결국 그들을 파괴한다. 면역계에서 T 세포의 많은 수가 감소되면 미생물의 감염으로부터 신체를 방어할 수 없다. 또한 T 세포의 감소는 종양세포를 인식하고 파괴할 능력을 잃어 버린다.

## 같이 보기
- 면역계